# Santu Lussurgiu
Santu Lussurgiu (sardinski: Santu Lussùrzu) je grad i općina (comune) u pokrajini Oristanu u regiji Sardiniji, Italija. Nalazi se na nadmorskoj visini od 503 metra i ima 2 369 stanovnika.
 Prostire se na 99,80 km². Gustoća naseljenosti je 24 st/km².
Susjedne općine su: Abbasanta, Bonarcado, Borore, Cuglieri, Norbello, Paulilatino, Scano di Montiferro i Seneghe.